# Ricanula intermedia
Ricanula intermedia är en insektsart som beskrevs av Schmidt 1912. Ricanula intermedia ingår i släktet Ricanula och familjen Ricaniidae. Inga underarter finns listade i Catalogue of Life.